# Martiel (ruisseau)
Le Martiel est une petite rivière française qui traverse par le sud-ouest la ville de Loudun, dans le département de la Vienne, en région Nouvelle-Aquitaine, avant de se jeter dans la Petite Maine, un affluent de la Dive, donc un sous-affluent de la Loire par le Thouet.

## Géographie
De 15,7 km de longueur.

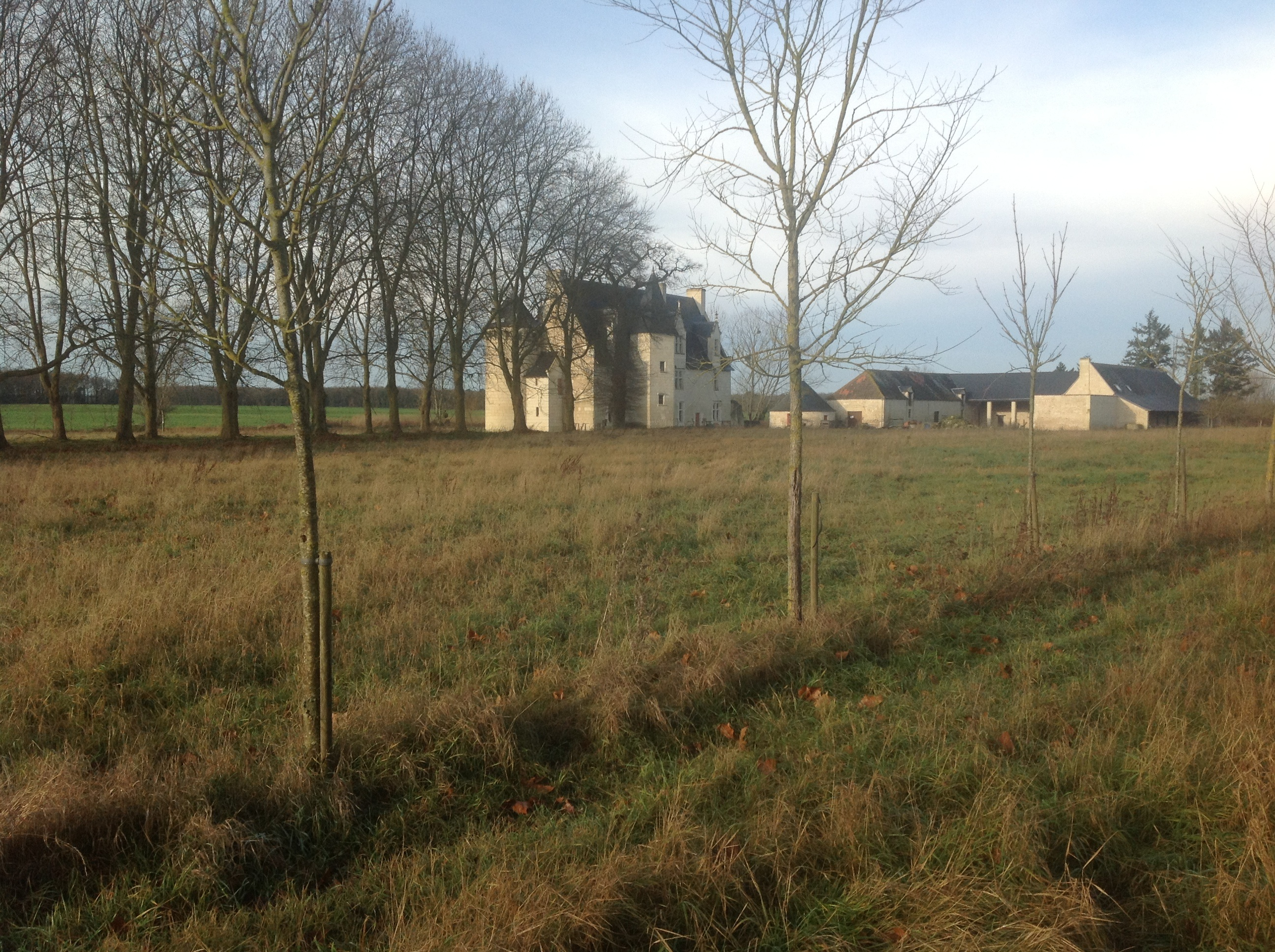
Vue générale du manoir de Chandoiseau sur Les Trois-Moutiers.